# Kochlöffel

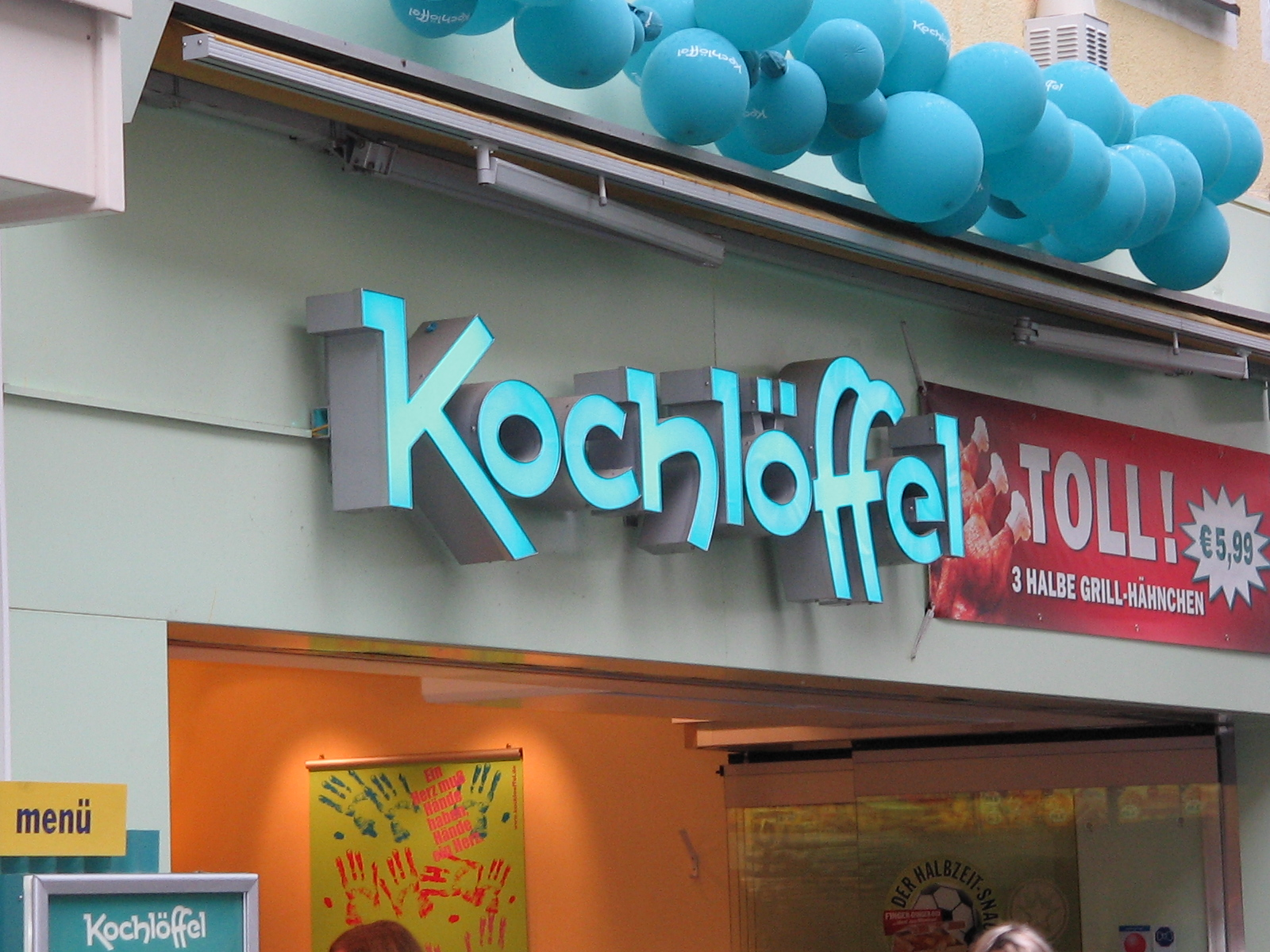
Kochlöffels logotyp.

Kochlöffel är en stor tysk snabbmatskedja som grundades 1968. VD/ägare är Martha van den Berg. Antalet restauranger i Tyskland och Polen uppgår till omkring 90. På menyn finns bland annat hamburgare, kycklingburgare, kyckling och sallader. Det finns sex olika menyer.
Företaget har cirka 1 000 anställda.